# Ainsi parlait Zarathoustra
Pour les articles homonymes, voir Also sprach Zarathustra.
Un livre pour tous et pour personne
Ainsi parlait Zarathoustra ou Ainsi parla Zarathoustra, sous-titré « Un livre pour tous et pour personne » (en allemand : Also sprach Zarathustra. Ein Buch für Alle und Keinen), est un poème philosophique de Friedrich Nietzsche, publié en plusieurs volumes entre 1883 et 1885.

## Présentation du texte
La langue allemande autorise à traduire Also sprach Zarathustra par Ainsi parla Zarathoustra, le verbe étant mis au passé simple. Chaque discours se termine par cette formule (à quelques exceptions près). L'imparfait en français, généralement adopté par les traducteurs, indique une répétition, ou bien une activité continue mais située à l'arrière-plan. L'idée de répétition est compatible avec le fait que l'ensemble du livre présente une progression de discours en discours, l'exposé de la doctrine de Zarathoustra se faisant étape par étape.
Zarathoustra est le nom avestique de Zoroastre, prophète et fondateur du zoroastrisme, l'ancienne religion perse. En allemand, il garde cette forme ancienne. Nietzsche l'a choisi car il fut le premier à enseigner la doctrine morale des deux principes du bien et du mal. Ainsi, symboliquement, Zarathoustra abolit-il lui-même sa propre doctrine :

« On ne m'a pas demandé — mais on aurait dû me demander — ce que signifie dans ma bouche, dans la bouche du premier immoraliste, le nom de Zarathoustra, car c'est juste le contraire qui fait le caractère énormément unique de ce Perse dans l'histoire. Zarathoustra, le premier, a vu dans la lutte du bien et du mal la vraie roue motrice du cours des choses. La transposition en métaphysique de la morale conçue comme force, cause, fin en soi, telle est son œuvre. Mais cette question pourrait au fond être considérée déjà comme une réponse. Zarathoustra créa cette fatale erreur qu'est la morale ; par conséquent il doit aussi être le premier à reconnaître son erreur. »

Nietzsche a décrit, dans Ecce homo, la violente inspiration qui l'avait saisi lors de la composition de ce poème :

« Tout cela se passe involontairement, comme dans une tempête de liberté, d'absolu, de force, de divinité… C'est dans le cas de l'image, de la métaphore, que ce caractère involontaire de l'inspiration est le plus curieux : on ne sait plus du tout ce qui est symbole, parallèle ou comparaison : l'image se présente à vous comme l'expression la plus juste, la plus simple, la plus directe. Il semble vraiment, pour rappeler un mot de Zarathoustra, que les choses mêmes viennent s'offrir à vous comme termes de comparaison. »

Nietzsche considéra cette œuvre comme le péristyle de sa philosophie, et Le Gai Savoir et Par-delà bien et mal comme ses commentaires, l'un écrit avant le texte, l'autre l'expliquant d'une manière trop cultivée pour être accessible.
Nietzsche a présenté lui-même ce livre comme un « 5e évangile », il veut en faire l'équivalent des poèmes de Goethe, de Dante Alighieri et des textes de Luther. Ainsi parla Zarathoustra est ainsi à la fois un long poème et une œuvre de réflexion sur une nouvelle promesse d'avenir pour l'homme. Mais c'est aussi une parodie. Zarathoustra se retirant dix ans dans la montagne, et sentant un jour le besoin de partager sa sagesse, rappelle le séjour du Christ dans le désert, et certains passages du quatrième livre font songer à la Cène. Les symboles religieux ou ésotériques sont également très nombreux. Enfin on ne peut s'empêcher de songer à François d'Assise, modèle d'amitié entre les hommes et les animaux.

## Destin de l'œuvre
Le texte fut publié par parties. Il n'eut aucun succès, et Nietzsche dut publier la dernière partie à compte d'auteur (1885). Les quatre parties furent publiées ensemble pour la première fois en 1892.
Nietzsche s'est fait une haute idée de son livre, et il ne pensait pas qu'on puisse le comprendre avant longtemps. Aussi, face à cette situation et à cette réception inattendue par des personnes qu'il méprisait, il écrivit plus tard, dans Ecce homo (1888) :

« — Hélas ! mon Zarathoustra cherche encore cet auditoire [capable de le comprendre], il le cherchera longtemps ! »

La qualité poétique du livre a été diversement appréciée. Heidegger, par exemple, y trouve des passages saisissants par leur beauté, mais estime que bien d'autres passages sont plats ou insipides.
André Gide, qui demeure hermétique à ce livre, note dans son Journal, le 22 juin 1930 :
« Pour la septième ou huitième fois (au moins), essayé Also sprach Zarathustra. IMPOSSIBLE. Le ton de ce livre m'est insupportable. Et toute mon admiration pour Nietzsche ne parvient pas à me le faire endurer. Enfin il me paraît, dans son œuvre, quelque peu surérogatoire ; ne prendrait de l'importance que si les autres livres n'existaient pas. Sans cesse je l'y sens jaloux du Christ ; soucieux de donner au monde un livre qu'on puisse lire comme on lit l'Évangile. Si ce livre est devenu plus célèbre que tous les autres de Nietzsche, c'est que, au fond, c'est un roman. Mais, pour cela précisément, il s'adresse à la plus basse classe de ses lecteurs : ceux qui ont encore besoin d'un mythe. Et ce que j'aime surtout en Nietzsche, c'est sa haine de la fiction. »

## Composition de l'œuvre
Ainsi parlait Zarathoustra se compose de discours, de paraboles, de poésies et de chants répartis en quatre livres. Bien que l'ensemble puisse au premier abord présenter une apparence disparate, Eugen Fink a souligné la forte unité de ce poème. En effet, Zarathoustra commence par annoncer la mort de Dieu, condition préalable à l'enseignement du surhomme, abordé dans le prologue et dans le premier livre, où la parabole du chameau constitue une annonce de son destin. Le deuxième livre expose la pensée de la Volonté de puissance, qui est la pensée du dépassement de soi conduisant au surhomme. Puis le troisième livre tourne autour de l'Éternel Retour, affirmation de la plus haute importance de la Volonté de puissance, et idée sélectrice destinée à poser les conditions qui dans l'avenir permettront l'avènement du surhomme. La dernière partie tourne autour des hommes supérieurs et de la tentation de la pitié qui est pour Nietzsche la tentation nihiliste par excellence. C'est pour Zarathoustra le dernier obstacle à l'affirmation de la vie et le début d'une nouvelle transfiguration, avec laquelle l'œuvre se termine, transfiguration vers l'amour et la joie symbolisés par le lion devenu docile et rieur et entouré d'une nuée de colombes.

### Le prologue

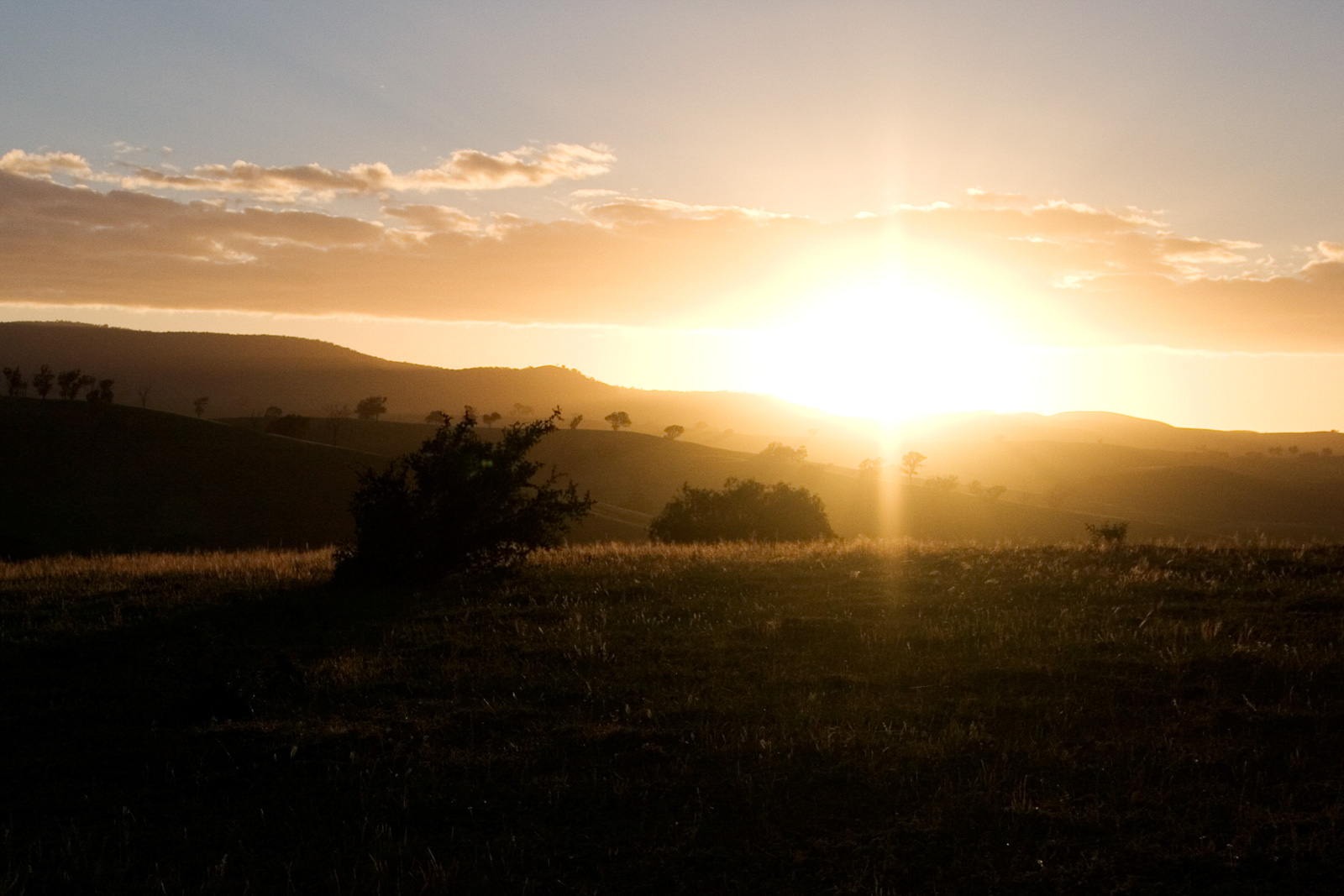
L’Aurore, l’une des grandes figures poétiques du livre, son commencement et sa fin.

Le prologue constitue l'ouverture du premier livre. Dans ce prologue Zarathoustra, qui s'était retiré dans la montagne pendant dix ans, revient parmi les hommes pour leur faire partager sa pensée (§ 1). Une première version du premier paragraphe du prologue se trouve dans Le Gai Savoir, § 342. L'aphorisme est intitulé Incipit tragœdia et s'achève par les mêmes mots : « — Ainsi commença le déclin de Zarathoustra. »
Alors qu'il traverse la forêt, Zarathoustra rencontre un vieil ermite avec qui il discute. Mais lorsqu'il se rend compte que le vieillard a consacré sa vie à Dieu, Zarathoustra préfère s'en aller de crainte de le priver du sens de son existence en lui révélant que Dieu est mort (§ 2). Ce thème ouvre ainsi le voyage de Zarathoustra parmi les hommes, et marque le point de départ de la pensée du surhomme que Zarathoustra va leur divulguer : Dieu n'étant plus la finalité de la volonté humaine, il faut que l'homme se fixe un but immanent qui passe par son propre dépassement.
Zarathoustra parvient ensuite à une ville, et commence à s'adresser à la foule rassemblée devant le spectacle d'un funambule. Il parle d'abord du surhomme (§ 3 et 4), puis du dernier homme (§ 5), mais constate son échec dans les deux cas puisque dans le premier la foule se moque de lui et que dans le second elle l'acclame sans comprendre le sens profond de son message. Dès lors, il décide de s'adresser à un public choisi, qu'il conçoit, en opposition avec la figure du Christ, non comme des disciples, mais comme des compagnons :

« Des compagnons, voilà ce que cherche le créateur et non des cadavres, des troupeaux ou des croyants. Des créateurs comme lui, voilà ce que cherche le créateur, de ceux qui inscrivent des valeurs nouvelles sur des tables nouvelles. (§ 9) »

### Première partie
Commence une phase de prédication, qui constitue le premier livre, tourné vers l'enseignement du surhomme. Le livre commence par la célèbre parabole des trois métamorphoses qui apparaît comme un second prologue du livre :

« Je vais vous dire trois métamorphoses de l'esprit : comment l'esprit devient chameau, comment le chameau devient lion, et comment enfin le lion devient enfant. »

La compréhension de ce passage est ardue. Le chameau est une bête de somme, qui en se chargeant de valeurs héritées pour affronter le désert, se rend prisonnier. Les « valeurs millénaires » en question sont les valeurs chrétiennes et leurs succédanés. Le lion affronte ce fardeau de devoirs qui forment un « Grand Dragon ». Il le terrasse et détruit jusqu'à ses ruines même (le socialisme, l'anarchisme, mais aussi le positivisme sont pour Nietzsche issus du christianisme), c'est une figure nihiliste. Après s'être débarrassé de ses chaînes, le lion doit encore devenir enfant pour créer de nouvelles valeurs, bâtir en toute innocence — c'est-à-dire débarrassé du ressentiment caractéristique des faibles — un nouveau monde, celui d'un surhomme. Cette figure de l'enfant comme « innocence et oubli, commencement nouveau, jeu, roue qui se meut d'elle-même, premier mobile, affirmation saine » est reprise d'Héraclite.
Il parle à ses compagnons des prédicateurs de la mort et des arrières-mondes, des vertus, de la justice, de l'État, de l'amitié, de la finalité de l'humanité (et donc du surhomme), du suicide, de la générosité. Une grande partie de ces thèmes est issue des œuvres précédentes. Ils forment une critique de la métaphysique et de la morale, et invitent l'homme à créer par-dessus lui-même.

« Hélas ! j'ai connu des hommes nobles qui perdirent leur plus haut espoir. Et dès lors ils calomnièrent tous les hauts espoirs. »

À chaque fin de livre Zarathoustra sent le besoin de retourner dans la solitude, ce qui marque une progression dans l'état d'esprit de Zarathoustra. Il part ainsi à la fin du premier livre, en suppliant ses compagnons de rester fidèles à la terre et rappelle la grande promesse à laquelle la volonté doit se tenir :

« Tous les dieux sont morts : nous voulons, maintenant, que le surhumain vive ! Que ceci soit un jour, au grand midi, notre dernière volonté ! »

### Deuxième partie
Le deuxième livre reprend sur le départ de Zarathoustra :

« Alors Zarathoustra retourna dans les montagnes et dans la solitude de sa caverne pour se dérober aux hommes, pareil au semeur qui, après avoir répandu sa graine dans les sillons, attend que la semence lève. »

Par cette progression, Nietzsche dramatise l'exposition de sa doctrine ; le livre n'est pas une suite de discours, mais le récit des métamorphoses de son personnage principal.
Cette partie voit surgir le thème du dépassement de soi et la volonté de puissance :

« Partout où j'ai trouvé quelque chose de vivant, j'ai trouvé de la volonté de puissance ; et même dans la volonté de celui qui obéit j'ai trouvé la volonté d'être maître.
Que le plus faible se mette au service du plus fort, c'est ce que veut sa volonté qui veut être maîtresse de ce qui est le plus faible encore. C'est là la seule joie dont il ne veuille pas être privé.
Et comme le plus petit s'abandonne au plus grand, car le plus grand veut jouir du plus petit et le dominer, ainsi le plus grand s'abandonne aussi et risque sa vie pour la puissance.
C'est là l'abandon du plus grand : qu'il y ait témérité et danger et que le plus grand joue sa vie. »

Cette partie se termine par un défi que Zarathoustra devra relever dans la troisième partie :

« Je vous dis ceci en guise de parabole. Hier à l'heure la plus silencieuse le sol m'a manqué : le rêve commença.
L'aiguille s'avançait, l'horloge de ma vie respirait, jamais je n'ai entendu un tel silence autour de moi : en sorte que mon cœur s'en effrayait.
Soudain j'entendis l'Autre qui me disait sans voix : "Tu le sais Zarathoustra." —
Et je criais d'effroi à ce murmure, et le sang refluait de mon visage, mais je me tus.
Alors l'Autre reprit sans voix : "Tu le sais, Zarathoustra, mais tu ne le dis pas !" —
Et je répondis enfin, avec un air de défi : "Oui, je le sais, mais je ne veux pas le dire !"
Alors l'Autre reprit sans voix : "Tu ne veux pas, Zarathoustra ? Est-ce vrai ? Ne te cache pas derrière cet air de défi !" —
Et moi de pleurer et de trembler comme un enfant et de dire : "Hélas ! je voudrais bien, mais comment le puis-je ? Fais-moi grâce de cela ! C'est au-dessus de mes forces !"
Alors l'Autre reprit sans voix : "Qu'importe de toi, Zarathoustra ? Dis ta parole et brise-toi !" — »

### Troisième partie
La troisième partie voit ainsi Zarathoustra vaincre la pesanteur de la pensée la plus lourde, l'Éternel Retour, et ce sont ses animaux qui formulent la pensée dont il est accablé :

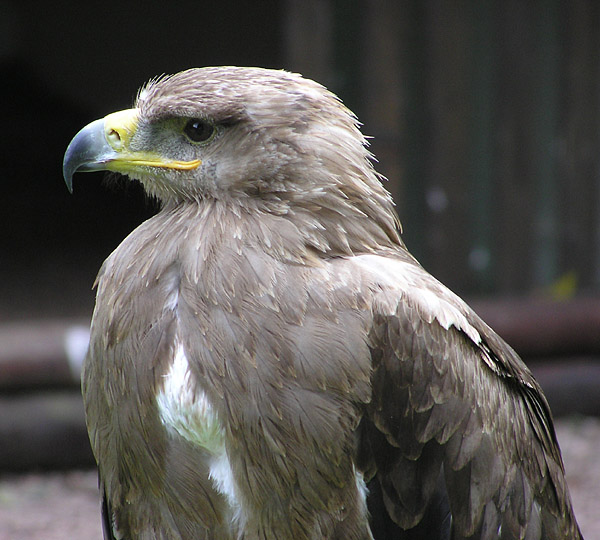
L'aigle, sagesse de Zarathoustra.

« — Ô Zarathoustra, dirent alors les animaux, pour ceux qui pensent comme nous, ce sont les choses elles-mêmes qui dansent : tout vient et se tend la main, et rit, et s'enfuit — et revient.
Tout va, tout revient, la roue de l'existence tourne éternellement. Tout meurt, tout refleurit, le cycle de l'existence se poursuit éternellement.
Tout se brise, tout s'assemble à nouveau ; éternellement se bâtit la même maison de l'être. Tout se sépare, tout se salue de nouveau ; l'anneau de l'existence se reste éternellement fidèle à lui-même. »

Zarathoustra prend alors conscience qu'il est celui qui enseigne l'Éternel Retour, et que ceci est son destin et également son plus grand danger :

« Ainsi — finit le déclin de Zarathoustra. »

Toutefois, Nietzsche a souligné que l'ensemble du livre est centré sur un chapitre de cette partie, chapitre sur les anciennes et les nouvelles tables de valeurs à créer :

« Je suis assis là et j'attends, entouré de vieilles tables brisées et aussi de nouvelles tables à demi écrites. Quand viendra mon heure ? »

### Quatrième partie

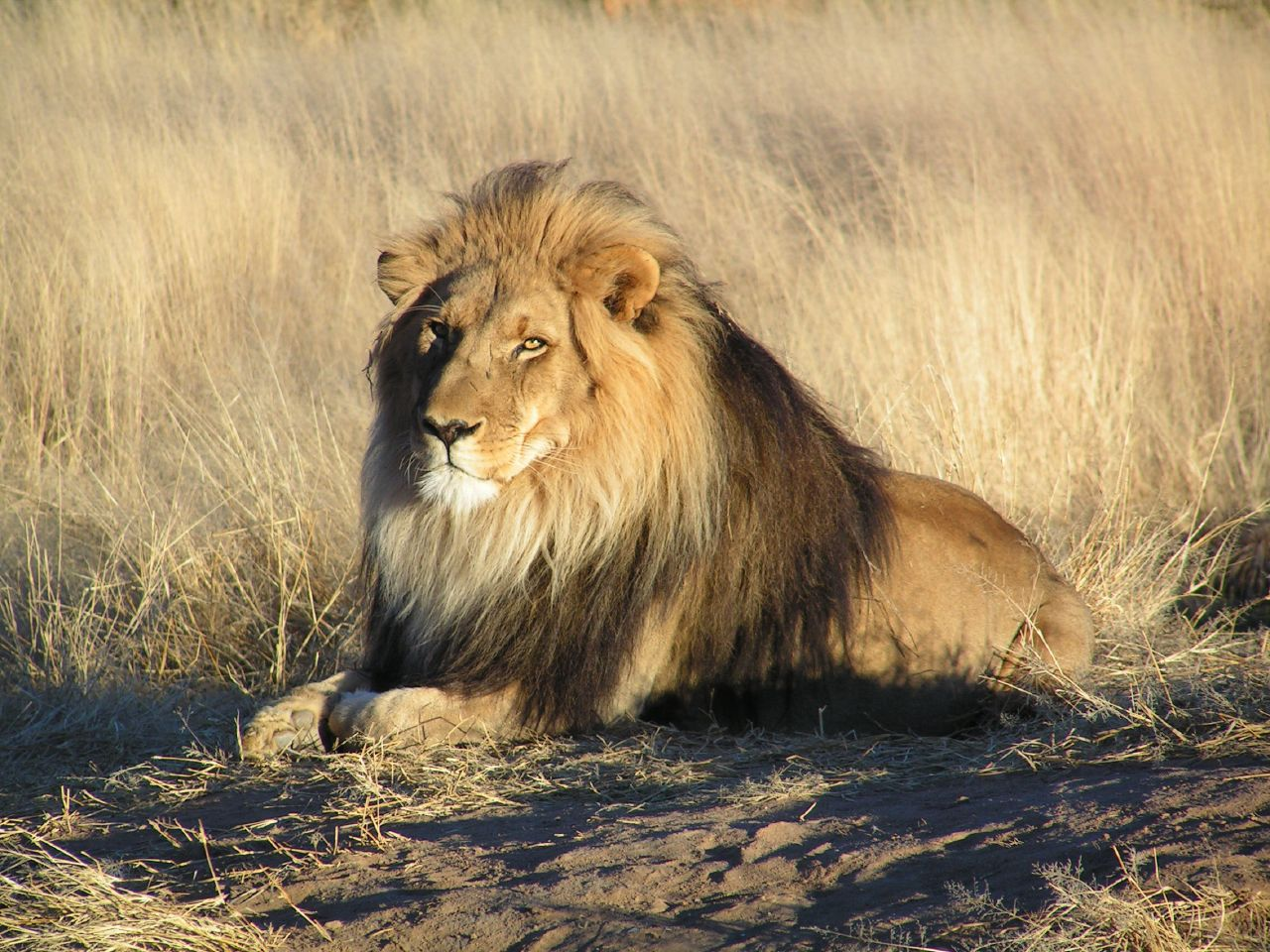
L'un des signes de la dernière transfiguration de Zarathoustra.

Dans la quatrième partie, Zarathoustra rencontre des hommes supérieurs, et il s'entoure d'eux, les invitant à partager son repas. Les hommes supérieurs sont : le roi de droite et le roi de gauche, le vieil illusionniste, le pape, le mendiant volontaire, l’ombre, le scrupuleux de l’esprit, le morose devin, l’âne et le plus hideux des hommes. Chacun de ces hommes supérieurs représente un certain type d'homme dont l'idéal est brisé ou anéanti (Dieu, la vérité, l'art), mais qui ne peut se résoudre à en tirer les conclusions en se dépassant soi-même. Aussi ces hommes supérieurs sont-ils pour Nietzsche supérieurs par ironie, et souffrent intimement de leur incapacité à se réaliser. Ce sont, aux yeux de Nietzsche, des hommes faibles, maladifs, estropiés, comédiens de leurs anciennes vertus.
C'est de cette souffrance de l'homme supérieur, et du pessimisme qui en résulte (ce qui vise Schopenhauer), que Zarathoustra va devoir se garder, en vainquant la pitié qu'il éprouve pour eux :

« [...] qu'est-ce qui m'a été réservé comme mon dernier péché ?"
— Et encore une fois Zarathoustra se replia sur lui-même, en s'asseyant de nouveau sur la grosse pierre pour réfléchir. Soudain il se redressa : —
"Pitié ! La pitié pour l'homme supérieur ! s'écria-t-il et son visage devint de bronze. Eh bien ! Cela — a eu son temps ! »

Il commence alors une nouvelle transfiguration, la dernière du livre :

« [...] Eh bien ! Le lion est venu, mes enfants sont proches, Zarathoustra a mûri, mon heure est venue : — Voici mon aube matinale, ma journée commence, lève-toi donc, lève-toi, ô grand midi ! —
Ainsi parlait Zarathoustra et il quitta sa caverne, ardent et fort comme le soleil du matin qui surgit des sombres montagnes. »

## Les figures poétiques
Ainsi parlait Zarathoustra est une œuvre riche en figures philosophico-poétiques. On peut citer : l'enfant, le lion, le serpent, l'aigle, le soleil, Zarathoustra, le nain.

### Le lion
Le lion apparaît tout d'abord dans le premier discours de Zarathoustra, intitulé « Les Trois métamorphoses. » Il symbolise la puissance, l'audace, l'indépendance et la révolte contre les valeurs établies. Mais c'est une puissance stérile :

« Affamée, violente, solitaire, sans Dieu : ainsi se veut la volonté du lion. »

À partir du livre III, le lion devient un signe avant-coureur :

« C'est ce que j'attends maintenant : car il faut d'abord que me viennent les signes annonçant que mon heure est venue, — le lion rieur avec l'essaim de colombes. »

Le caractère héroïque du lion (héroïsme de la connaissance) se transforme et s'adoucit : le lion devient rieur, son rugissement, qui était d'abord le signe de la révolte, devient un rugissement doux et calme. Sa dernière apparition est une image solaire inspirée de Goethe, image qui montre un Zarathoustra au seuil d'une nouvelle métamorphose, celle d'une nouvelle Aurore et d'un Grand Midi, évoquée également dans Le Crépuscule des idoles :

« "Le signe vient", dit Zarathoustra et son cœur se transforma. Et, en vérité, lorsqu'il vit clair devant lui, une énorme bête jaune était couchée à ses pieds, inclinant la tête contre ses genoux, ne voulant pas le quitter dans son amour, semblable à un chien qui retrouve son vieux maître. Les colombes cependant n'étaient pas moins empressées dans leur amour que le lion, et, chaque fois qu'une colombe voltigeait sur le nez du lion, le lion secouait la tête avec étonnement et se mettait à rire.
En voyant tout cela, Zarathoustra ne dit qu'une seule parole : "Mes enfants sont proches, mes enfants", — puis il devint tout à fait muet. Mais son cœur était soulagé, et de ses yeux coulaient des larmes qui tombaient sur ses mains. [...]
[...] "Eh bien ! Le lion est venu, mes enfants sont proches, Zarathoustra a mûri, mon heure est venue : — Voici mon aube matinale, ma journée commence, lève-toi donc, lève-toi, ô grand midi !" — »

## Ainsi parla Zarathoustradans l'art

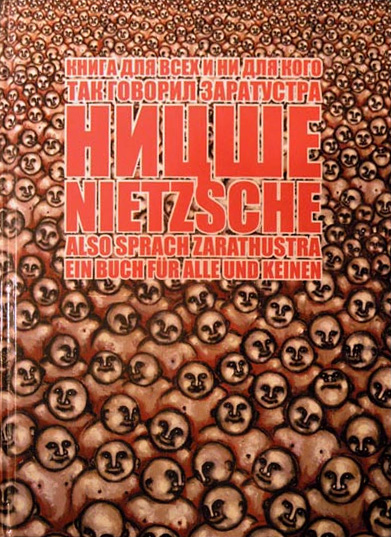
Le livre Ainsi parlait Zarathoustra illustré de photos des tableaux de Lena Hades.

Ainsi parla Zarathoustra inspira Richard Strauss pour la composition d'un poème symphonique en 1896, ainsi que Gustav Mahler dans sa Troisième Symphonie. L'organiste Louis Vierne en fit une courte pièce pour piano (op. 49, août 1922). Stanley Kubrick utilise la musique de Strauss dans son film 2001, l'Odyssée de l'espace durant les phases clefs du développement de l'espèce humaine : du singe à l'Homme puis de l'Homme au surhomme.
L'artiste peintre russe Lena Hades est célèbre pour sa série de peintures et d'œuvres graphiques inspirées d'Ainsi parla Zarathoustra. L'Académie des sciences russe a publié, en 2004, le texte de Nietzsche en russe et en allemand illustré de vingt reproductions des tableaux de la plasticienne, repris depuis dans des revues et monographies philosophiques.

## Historique
Le texte de cette section est issu des notes de la traduction d’Henri Albert.

### Idée
L’idée de Zarathoustra remonte chez Nietzsche aux premières années de son séjour à Bâle. On en retrouve des indices dans les notes datant de 1871 et 1872. Mais, pour la conception fondamentale de l’œuvre, Nietzsche lui-même indique l’époque d’une villégiature dans l’Engadine en août 1881, où lui vint, pendant une marche à travers la forêt, au bord du lac de Silvaplana, comme « un premier éclair de la pensée de Zarathoustra », l’idée de l’éternel retour. Il en prit note le même jour en ajoutant la remarque : « Au commencement du mois d’août 1881 à Sils Maria, 6 000 pieds au-dessus du niveau de la mer et bien plus haut encore au-dessus de toutes les choses humaines » (Note conservée). Depuis ce moment, cette idée se développa en lui : ses carnets de notes et ses manuscrits des années 1881 et 1882 en portent de nombreuses traces et Le Gai Savoir qu’il rédigeait alors contient « cent indices de l’approche de quelque chose d’incomparable ». Le volume mentionnait même déjà (dans l’aphorisme 341) la pensée de l’éternel retour, et, à la fin de sa quatrième partie (dans l’aphorisme 342, qui, dans la première édition, terminait l’ouvrage), « faisait luire, comme le dit Nietzsche lui-même, la beauté diamantine des premières paroles de Zarathoustra ».

### Première partie
La première partie fut écrite dans « la baie riante et silencieuse » de Rapallo près de Gênes, où Nietzsche passa les mois de janvier et février 1883. « Le matin je suis monté par la superbe route de Zoagli en me dirigeant vers le sud, le long d’une forêt de pins ; je voyais se dérouler devant moi la mer qui s’étendait jusqu’à l’horizon ; l’après-midi je fis le tour de toute la baie depuis Santa Margherita jusque derrière Portofino. C’est sur ces deux chemins que m’est venue l’idée de toute la première partie de Zarathoustra, avant tout Zarathoustra lui-même, considéré comme type ; mieux encore, il est venu sur moi » (jeu de mots sur er fiel mir ein et er überfiel mich). Nietzsche a plusieurs fois certifié n’avoir jamais mis plus de dix jours à chacune des trois premières parties de Zarathoustra : il entend par là les jours où les idées, longuement mûries, s’assemblaient en un tout, où, durant les fortes marches de la journée, dans l’état d’une inspiration incomparable et dans une violente tension de l’esprit, l’œuvre se cristallisait dans son ensemble, pour être ensuite rédigée le soir sous cette forme de premier jet. Avant ces dix jours, il y a chaque fois un temps de préparation, plus ou moins long, immédiatement après, la mise au point du manuscrit définitif ; ce dernier travail s’accomplissait aussi avec une véhémence et s’accompagnait d’une « expansion du sentiment » presque insupportable. Cette « œuvre de dix jours » tombe pour la première partie sur la fin du mois de janvier 1883 : au commencement de février la première conception est entièrement rédigée, et au milieu du mois le manuscrit est prêt à être donné à l’impression. La conclusion de la première partie (De la vertu qui donne) « fut terminée exactement pendant l’heure sainte où Richard Wagner mourut à Venise » (13 février).

### Deuxième partie
Au cours d’un « printemps mélancolique » à Rome, dans une loggia qui domine la Piazza Barbarini, « d’où l’on aperçoit tout Rome et d’où l’on entend mugir au-dessous de soi la Fontanas », le Chant de la Nuit de la deuxième partie fut composé au mois de mai. La seconde partie elle-même fut écrite, de nouveau en dix jours, à Sils Maria, entre le 17 juin et le 6 juillet 1883 : la première rédaction fut terminée avant le 6 juillet et le manuscrit définitif avant le milieu du même mois.

### Troisième partie
« L’hiver suivant, sous le ciel alcyonien de Nice, qui, pour la première fois, rayonna alors dans ma vie, j’ai trouvé le troisième Zarathoustra. Cette partie décisive qui porte le titre : Des vieilles et des nouvelles Tables, fut composée pendant une montée des plus pénibles de la gare au merveilleux village maure Eza, bâti au milieu des rochers — ». Cette fois encore « l’œuvre de dix jours » fut terminée fin janvier, la mise au net au milieu du mois de février.

### Quatrième partie
La quatrième partie fut commencée à Menton, en novembre 1884, et achevée, après une longue interruption, de fin janvier à mi-février 1885 : le 12 février le manuscrit fut envoyé à l’impression. Cette partie s’appelle d’ailleurs injustement « quatrième et dernière partie » : « son titre véritable (écrit Nietzsche à Georges Brandès), par rapport à ce qui précède et à ce qui suit, devrait être : La tentation de Zarathoustra, un intermède ». Nietzsche a en effet laissé des ébauches de nouvelles parties d’après lesquelles l’œuvre entière ne devait se clore que par la mort de Zarathoustra.

### Éditions
La première partie parut en mai 1883, chez E. Schmeitzner, à Chemnitz, sous le titre : Ainsi parlait Zarathoustra. Un livre pour tous et pour personne (1883). La seconde et la troisième partie parurent en septembre 1883 et en avril 1884, sous le même titre, chez le même éditeur. Elles portent sur la couverture, pour les distinguer, les chiffres 2 et 3. — La première édition complète de ces trois parties parut à la fin de 1886 chez E.W. Fritsch, à Leipzig (qui avait repris, quelques mois auparavant, le dépôt des œuvres de Nietzsche), sous le titre : Ainsi parlait Zarathoustra. Un livre pour tous et pour personne. En trois parties (sans date).
Nietzsche fit imprimer à ses frais la quatrième partie chez C.-G. Naumann, à Leipzig, en avril 1885, à quarante exemplaires. Il considérait cette quatrième partie (le manuscrit portait : « pour mes amis seulement et non pour le public ») comme quelque chose de tout à fait personnel et recommandait aux quelques rares dédicataires une discrétion absolue. Quoiqu’il songeât souvent à livrer aussi cette partie au public, il ne crut pas devoir le faire sans remanier préalablement quelques passages. Un tirage à part, imprimé en automne 1890, quand eut éclaté la maladie de Nietzsche, fut publié, en mars 1892, chez C.-G. Naumann, après que tout espoir de guérison eut disparu et par conséquent toute possibilité pour l’auteur de décider lui-même de la publication. En juillet 1892, parut chez C.-G. Naumann la deuxième édition de Zarathoustra, la première qui contînt les quatre parties. La troisième édition fut publiée chez le même éditeur en août 1893.

## Traductions
- Traduction partielle, sous le titre Ainsi parla Zarathustra (fragments), de W. P. (nom inconnu), in La société nouvelle, année 8, Paris, Bruxelles, 1892, T. 1, p. 390-401.
- Traduction du chapitre « De l'homme supérieur », Ph. Otten et Hugues Rebell, in L'Ermitage, An. 4, Paris, 1893, no 4, p. 263-271.
- Traductions de Henri Albert, Paris, Mercure de France :
  - 1898, première traduction ; texte sur wikisource ;
  - 1903, traduction révisée ; texte sur wikisource.
- Traduction de Maurice Betz, Paris, Gallimard, 1947 ; cette traduction est une version corrigée de la traduction de H. Albert.
- Traduction de Marthe Robert, Paris, Club Français du Livre, 1958.
- Traduction de Geneviève Bianquis, Paris, Bilingue, Aubier Flammarion, 1969.
- Traduction Maurice de Gandillac, in Œuvres philosophiques complètes, Paris, Gallimard, 1971.
- Traduction de Georges-Arthur Goldschmidt, Paris, Librairie française générale, 1983.
- Traduction partielle (9 chapitres du livre II) sous le titre Ainsi parla Zarathoustra, volonté, vérité, puissance, de François Guéry, Paris, Ellipses, 1999.
- Traduction, sous le titre Ainsi parla Zarathoustra, de Maël Renouard, Paris, Rivages poche, Petite Bibliothèque, 2002.
- Traduction de Hans Hildenbrand, Paris, Éditions Kimé, 2012.

### Livres audio
- Ainsi parlait Zarathoustra, lu par Michael Lonsdale, Paris : Thélème, 2004